# Sohail Asghar
Sohail Asghar (15 de junho de 1954 - 13 de novembro de 2021) foi um ator de TV, cinema e teatro do Paquistão. 
Sohail nasceu em Lahore, Paquistão. Depois de completar sua educação, ele ingressou na Rádio Paquistão. Ele trabalhou como Radio Jockey de 1978 a 1988. Ele foi apresentado no drama de TV Raat por um Diretor da PTV Lahore Nusrat Thakur. Ele apareceu em seu primeiro filme chamado Murad em 2003. Ele recebeu o prêmio de Melhor Desempenho no 1º Indus Drama Awards por este filme. Ele recebeu o prêmio de melhor ator no ano de 2002 no 12º programa PTV Awards, organizado para marcar os 40 anos da televisão paquistanesa.
Asghar morreu em 13 de novembro de 2021, em um hospital em Lahore.